# Jonten Gyaco
Jonten Gyaco (wylie: Yon-tan-rgya-mtsho, 1589. február 15. – 1617. január 21.) a 4. dalai láma Mongólia területén született a tibeti holdnaptár föld tehén évében a 12. hónap 30. napján (más források szerint, azonban az év első hónapjában született).
Jonten Gyaco az egyik olyan dalai láma, aki nem tibeti származású. Édesapja a mongol csokur törzs kánja volt, Cultrim Csödzse, dédapja pedig Altan mongol nagykán volt (a másik idegen származású dalai láma Cangjan Gyaco volt, a 6. dalai láma, aki monpa nemzetiségű volt—jóllehet a monpák a tibetiek rokonnépének is tekinthető).

## Élete
A nemzeti orákulum, a Necsung, és Lamo Cangpa, szintén orákulum, mindketten megjövendölték, hogy a következő dalai láma Mongóliában fog születni. Ekkortájt a 3. dalai láma, Cultrim Gyaco legfőbb kísérője levelet küldött a tibeti hatóságok számára, hogy a reinkarnáció megszületett, továbbá a születéssel kapcsolatos néhány csodáról is beszámolt.
„Egy a Drepung kolostor szerzeteseiből és Ü tartomány hercegeiből álló küldöttség ismerte fel, akik elutaztak Kvejszuj-ba (Köke Csoto, Belső-Mongólia), hogy találkozzanak vele 1601-ben.
Jonten Gyaco tízéves korában, 1599-ben kelt útra Tibetbe, édesapjával, tibeti szerzetesekkel és hivatalnokokkal, ezer mongol lovag kíséretében. 1603-ban érkeztek meg, ugyanis minden fő kolostornál megálltak az út mentén.
Miután megérkezett Lhászába, hivatalosan kinevezték 4. dalai lámának. A beavatási szertartást Szangen Rincsen végezte, a Congkapa átadási vonal fő tartója, aki Ganden kolostor korábbi apátja volt.
Jonten Gyaco a Drepung kolostorban kezdte el tanulmányait, ahol a 4. pancsen láma, Loszang Csökji Gyalcen tanítványa volt, és akitől 1614-ben kapta meg a teljes jogú szerzetesi címet.
Jonten Gyaco lett a Drepung kolostor apátja, majd később a Szera kolostoré is.
Sok tibeti nem ismerte el személyét dalai lámaként, és a kagyü iskola támogatásával több alkalommal kísérelték meg átvenni tőle a hatalmat. 1605-ben egy kagyüpát támogató herceg megszállta Lhászát és sikerült elűznie a mongol lovagokat. 31 éves korában harcosok támadtak a Drepung kolostorra, ezért Jonten Gyaco menekülésre kényszerült.
1616-ban elvonulást tartott a Szangyib forró források fölötti barlangokban, amelyek híresek a Padmaszambhava által a 8. században otthagyott lábnyomokról.
Zavaros körülmények között halt meg (egyesek szerint megmérgezték - bizonyítékokat azonban nem találtak) a tűz sárkány évének 12. hónapjában (1617. január) 27 éves korában.
Fő kísérője, Szonam Rapten (Szonam Csöphel) fedezte fel az 5. dalai lámát, Loszang Gyaco-t.